# Калинешти (Бакау)
Калинешти (рум. Călinești) насеље је у Румунији у округу Бакау у општини Негри. Oпштина се налази на надморској висини од 184 m.

## Становништво
Према подацима из 2002. године у насељу је живело 176 становника, од којих су сви румунске националности.